# 塔季扬娜·奥列戈芙娜·阿列克谢耶娃
塔季扬娜·奥列戈芙娜·阿列克谢耶娃（羅馬化：Tat'yana Alekseyeva；1962年12月16日—）是俄罗斯政治人物，第六届和第七届国家杜马议员。
1985年，阿列克谢耶娃毕业于克麦罗沃国立大学罗曼-日耳曼语言学系，获英语语言文学学位。1985年至1988年，她曾在克麦罗沃市第84中学担任英语教师。2006年至2011年，她担任俄罗斯联邦公众院议员。2011年，她当选第六届国家杜马议员。2016年，她连任第七届国家杜马议员。